# Osuofia in London
Osuofia in London es una película nigeriana de comedia de 2003 producida y dirigida por Kingsley Ogoro y protagonizada por Nkem Owoh, Mara Derwent, Charles Angiama, Sam Loco Efe y Cynthia Okereke. Es una de las películas con mayor recaudación de taquilla en la historia del cine de Nollywood y contó con una secuela de 2004, titulada Osuofia in London 2, aunque con menor repercusión.
El productor Charles Okpaleke afirmó en una entrevista con el portal de entretenimiento Bella Naija de agosto de 2020 que, mediante su compañía de producción cinematográfica, se encontraba preparando una nueva secuela de la película, con la dirección de Agozie Ugwu y el papel protagónico de Owoh, repitiendo su rol en las dos películas anteriores. El sitio web This Day Live anunció a finales de 2020 que el largometraje estaría llegando a las salas de cine nigerianas en 2021 y que llevaría la historia de Osuofia a Miami, Estados Unidos.

## Sinopsis
Osuofia (Nkem Owoh), un pintoresco aldeano nigeriano, recibe la noticia del fallecimiento de su hermano Donatus en Londres, Inglaterra. Sin embargo, en su testamento, Donatus ha dejado a Osuofia su enorme patrimonio como único beneficiario. Osuofia viaja entonces a Londres y descubre que la prometida inglesa de su hermano, Samantha (Mara Derwent), no está muy segura de seguir la tradición nigeriana de formar parte de la "herencia". Este tipo de malentendidos culturales dan lugar a una serie de entretenidas situaciones que afianzarán mucho más los lazos familiares de Osuofia con su esposa y su hija.

## Reparto
- Nkem Owoh es Osuofia
- Sebastian Hall es Ben Okafor
- Mara Derwent es Samantha

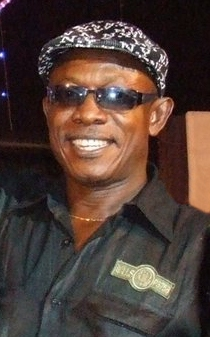
Nkem Owoh interpretó el papel principal en el filme

- Charles Angiama es el señor Charles
- Francis Odega es Donatus
- Cynthia Okereke es la esposa de Osuofia
- Victoria Summers es la hija de Osuofia

## Recepción
La película tuvo, en general, una recepción positiva de parte de la crítica y la audiencia, y se convirtió en uno de los largometrajes más taquilleros en la historia del cine de Nigeria, llevando a la realización de dos nuevas películas: Osuofia in London 2 y Osuofia Goes to Miami. En la página de internet Rotten Tomatoes, dedicada a las reseñas cinematográficas, el consenso sobre Osoufia in London afirma: «Osuofia in London es una película poco común, con una historia realmente resonante, una descripción precisa de Nigeria (y de los nigerianos), divertida, conmovedora y sumamente entretenida. Es una de esas películas nacidas de la pasión por el cine y afinada con grandes interpretaciones de los protagonistas y del director».